# Tuławki
Tuławki (deutsch Tollack) ist ein Ort in der polnischen Woiwodschaft Ermland-Masuren. Er gehört zur Landgemeinde Dywity (Diwitten) im Powiat Olsztyński (Kreis Allenstein).

## Geographische Lage
Tuławki liegt im Westen der Woiwodschaft Ermland-Masuren, 14 Kilometer nordöstlich der Kreis- und Woiwodschaftshauptstadt Olsztyn (deutsch Allenstein).

## Geschichte

### Tollack/Tuławki
Am 5. Februar 1369 gründeten Johannes und Müntraw nach Kulmer Recht mit einem Krug das Dorf, das anfangs Tollauke, später Breytenfeld genannt wurde. 1558 wurde das dann wüste Dorf in ein adliges Gut umgewandelt, und 1785 erschien es als königliches Dorf im Amt Wartenburg im Kreis Heilsberg. Die Volkszählung am 3. Dezember 1861 ergab für Tollack 106 Wohngebäude bei 715 Einwohnern.
Die Landgemeinde Tollack, zu der nun wohl auch der Wohnplatz Buchenwald gehörte, war zwischen 1874 und 1945 Teil des Amtsbezirks Schönau (polnisch Szynowo) im ostpreußischen Kreis Allenstein.
Die Gesamteinwohnerzahl Tollacks mit Buchenwald belief sich im Jahre 1910 auf 939. Sie verringerte sich bis 1933 auf 846 und bis 1939 auf nur noch 758.
Im Jahre 1945 kam das gesamte südliche Ostpreußen in Kriegsfolge zu Polen. Tollack erhielt die polnische Namensform „Tuławki“ und ist heute eine Ortschaft innerhalb der Gmina Dywity (Landgemeinde Diwitten) im Powiat Olsztyński (Kreis Allenstein), von 1975 bis 1998 der Woiwodschaft Olsztyn, seither der Woiwodschaft Ermland-Masuren zugehörig.

### Buchenwald/Kolonia Tuławki
Bereits Ende des 19. Jahrhunderts war Buchenwald mit seinen weit verstreut liegenden Gehöften ein Wohnplatz von Tollack. Für das Jahr 1905 waren 123 Einwohner genannt. Von Buchenwald bis Tollack waren es lediglich zwei Kilometer in westlicher Richtung.
Nach 1945 verläuft sich die Spur Buchenwalds. Anfangs trug der Ort wohl die polnische Namensform „Bukowina“, danach hieß er aber wohl „Kolonia Tuławki“. Heute wird der Ort nicht mehr erwähnt. Er gilt demnach als untergegangen bzw. scheint im Ort Tuławki aufgegangen zu sein.

## Kirche

### Römisch-katholisch

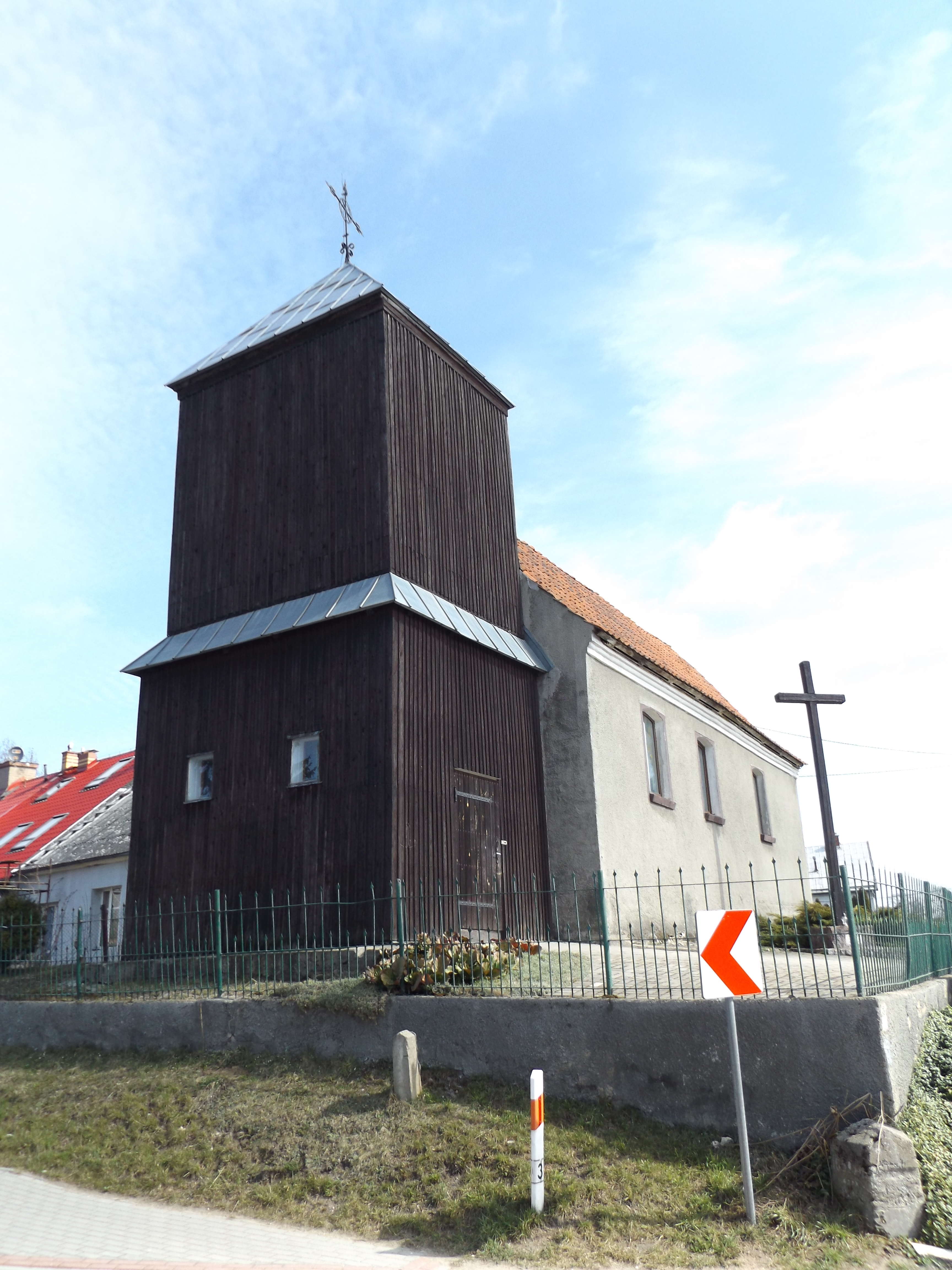
Die Barockkapelle in Tuławki

Vor 1945 gehörten Buchenwald und Tollack zur römisch-katholischen Pfarrei Alt Wartenburg (polnisch Barczewko). Damals wie heute gab/gibt es in Tollack/Tuławki eine Kapelle, die damals wie heute eben dieser Pfarrei zugeordnet war/ist und heute zum Dekanat Barczewo (Wartenburg) im Erzbistum Ermland gehört.

### Evangelisch
Bis 1945 war Tollack mit Buchenwald in die evangelische Kirche Wartenburg (Ostpreußen) (polnisch Barczewo) in der Kirchenprovinz Ostpreußen der Kirche der Altpreußischen Union eingepfarrt. Heute gehört Tuławki zur Christus-Erlöser-Kirche Olsztyn (Allenstein) in der Diözese Masuren der Evangelisch-Augsburgischen Kirche in Polen.

## Verkehr
Tuławki liegt an einer Nebenstraße, die von Barczewko (Alt Wartenburg) über Frączki (Fleming) bis nach Radostowo (Freudenberg) führt und dabei drei Gemeindegebiete durchzieht. Außerdem vernetzen kleinere Verbindungsstraßen den Ort mit dem Umland.
Eine Bahnanbindung besteht nicht.

## Persönlichkeiten

### Mit dem Ort verbunden
- Feliks Nowowiejski (1877–1946), polnischer Komponist, Dirigent, Organist und Musiklehrer, heiratete die aus Tollack stammende Anna Jabłońska

## Trivia
Neben Warschau war Tuławki Drehort für die polnische Fernsehserie „Dom nad rozlewiskiem“. Es handelt sich dabei um die Verfilmung des Buches der polnischen Schriftstellerin Małgorzata Kalicińska unter der Regie von Adek Drabiński.